# Fairgrounds Speedway Nashville

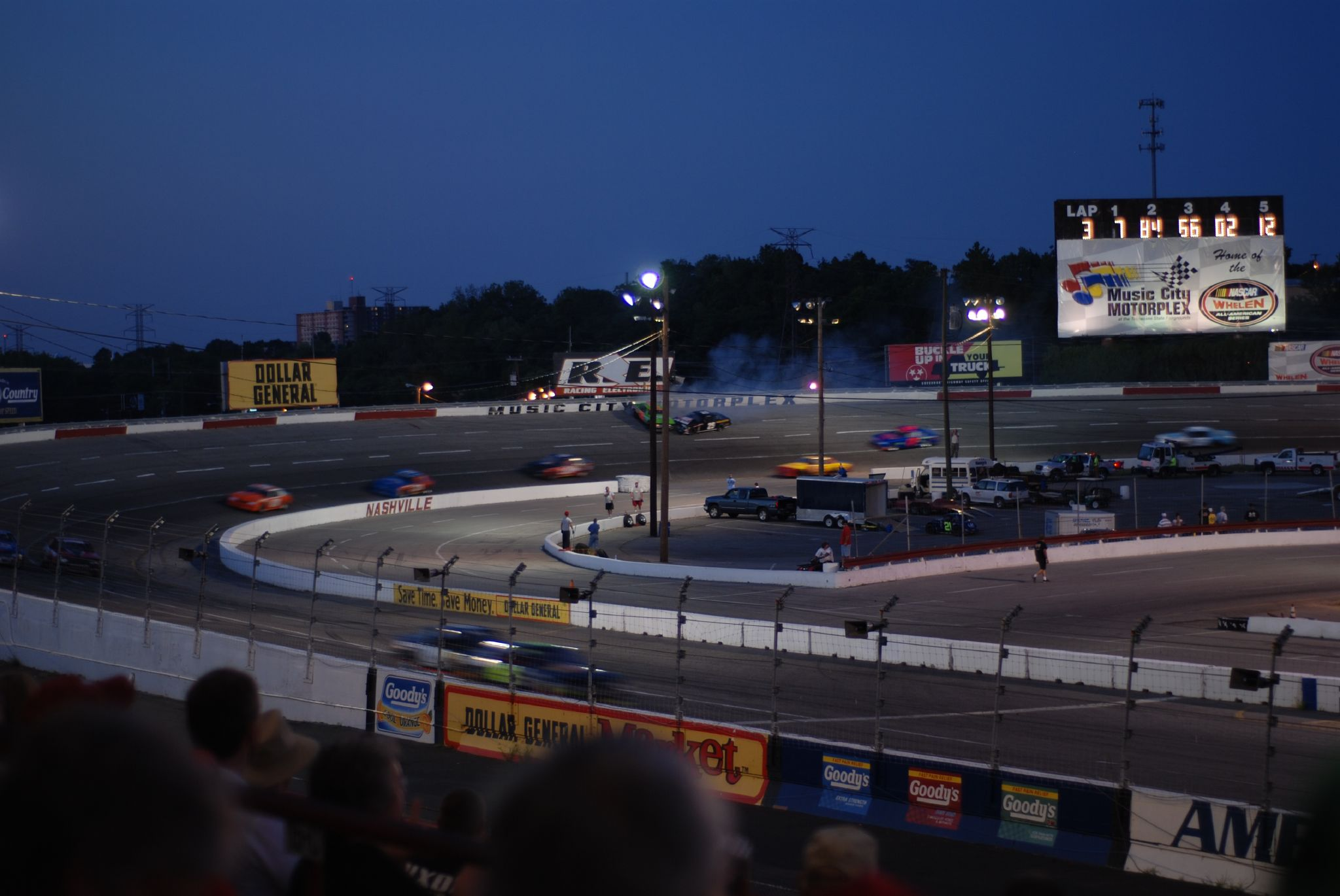
Carrera Whelen All-American Series

Nashville Speedway USA es un óvalo situado en los Tennessee State Fairgrounds de la ciudad de Nashville, estado de Tennessee, Estados Unidos. El trazado principal tiene una longitud de 0,596 millas (959 metros) y está conformado por dos curvas con 18 grados de peralte. Dentro de él se encuentra un segundo óvalo de 0,250 millas (400 metros). Desde 2004 pertenece a la familia dueña de Pocono Raceway. La pista ha tenido varias denominaciones a lo largo del tiempo; la actual es Fairgrounds Speedway Nashville.
El óvalo fue inaugurado en junio de 1904, un año después que Milwaukee Mile, con una superficie de tierra y una longitud de 1,125 millas (1.810 metros). Se utilizaba para competiciones de automovilismo, motociclismo e hípica. En 195, el óvalo principal pasó a ser pavimentado y medir 0,5 millas (800 metros), y se agregó otro interno de 0,250 millas (400 metros). El peralte de la pista principal fue aumentado a 35 grados en 1969 y reducido a los actuales 18 grados poco después.
La NASCAR Cup Series visitó Nashville Speedway USA al menos una vez cada temporada desde 1958 hasta 1984, totalizando 42 apariciones. Richard Petty es el mayor ganador con nueve, seguidop de Darrell Waltrip con ocho. La NASCAR Busch Series disputó carreras en 1984, 1988, 1989 y entre 1995 y 2000, en tanto que la NASCAR Truck Series lo hizo entre 1996 y 2000. En 2001, ambas categorías pasaron a correr en Nashville Superspeedway, inaugurado ese año. Desde entonces, Nashville Speedway USA recibe a categorías menores de stock cars, como la ARCA Series, la NASCAR East Series y la NASCAR All-American Series.